# غوویند
غوویند (به لاتین: Ghuvind) یک تقسیمات کشوری در تاجیکستان است که در ولایت سغد واقع شده‌است. غوویند ۱۹۴ نفر جمعیت دارد.